# ميرلين كوب
ميرلين كوب (بالإنجليزية: Merlin Kopp)‏ هو لاعب كرة قاعدة أمريكي، ولد في 2 يناير 1892 في توليدو في الولايات المتحدة، وتوفي في 6 مايو 1960 في ساكرامنتو في الولايات المتحدة.

## وصلات خارجية
- ميرلين كوب على موقعبيزبول رفرنس.كوم (الدوري الرئيسي) (الإنجليزية)
- ميرلين كوب على موقعبيزبول رفرنس.كوم (الدوري الثانوي) (الإنجليزية)